# Colegio de Profesionales en Informática y Computación
El Colegio de Profesionales en Informática y Computación es un ente de derecho público, radicado en Costa Rica, América Central, creado bajo decreto constitucional de la República de Costa Rica, que le confiere la potestad de regular todas las actividades concernientes al ámbito de la informática y la computación a nivel nacional.

## Historia
El 29 de noviembre de 1989, la Comisión de Integración del Gremio de Profesionales en Informática y Computación, funda la Asociación de Profesionales en Informática y Computación (APRIC), la cual presentó una propuesta de estrategia que pretendía que los Profesionales en esta especialidad, contaran con su propio colegio.
El 1 de noviembre de 1995, se funda el Colegio de Profesionales en Informática y Computación (CPIC) como ente no estatal de derecho público, con plena personería jurídica y patrimonio propio, mediante la Ley n.º 7537 de la Asamblea Legislativa de la República de Costa Rica (Diario Oficial La Gaceta edición # 170 *La Gaceta),cuya misión es “promover el progreso de sus miembros e impulsar el desarrollo y uso ético de las tecnologías de la información en beneficio del país”.